# رجینالد رز
رجینالد رز (به انگلیسی: Reginald Rose) فیلمنامه‌نویس و نویسنده داستان‌های تلویزیونی آمریکایی بود که بیش از هر چیز به خاطر فعالیت‌هایش در سال‌های اولیه متولد شدن درام تلویزیونی، مشهور است. مشهورترین اثر او، داستان تلویزیونی "دوازده مرد خشمگین" است که بعد از به نمایش در آمدن در قالب یک فیلم تلویزیونی، در سال ۱۹۵۷ توسط خود رز به صورت یک فیلمنامه نوشته و مبدل یه یکی از موفق‌ترین فیلم‌های تاریخ سینما به نام ۱۲ مرد خشمگین شد؛ که توسط سیدنی لومت کارگردانی شد. در آن فیلم ستارگانی از جمله هنری فوندا، لی جی. کاب، جک واردن، جان فیدلر و ای. جی. مارشال ایفای نقش کردند. لازم به ذکر است رز تهیه‌کنندگی این فیلم را نیز (همراه با هنری فوندا) بر عهده داشت.